# Џон Фрушанте
Џон Ентони Фрушанте (енгл. John Anthony Frusciante; Њујорк, 5. март 1970) је гитариста, певач, текстописац, композитор, мултиинструменталиста и продуцент, најпознатији као гитариста калифорнијског рок бенда Ред хот чили пеперс у периодима од 1988. до 1992.; од 1998. до 2008. године и поново од 2019. Од почетка своје каријере са овим бендом, убраја се у најбоље гитаристе свих времена. Угледни амерички музички часопис Rolling Stone, 2004. године ставио га је на 18. место своје листе најбољих гитариста свих времена (Погледати: списак 100 најбољих гитариста часописа Rolling Stone), а 2007. године прогласио га је за једног од тројице нових богова гитаре.

## Биографија/Личност

### Детињство и рана младост, 1970—1987.
Џон Ентони Фрушанте је рођен у Квинсу, у држави Њујорк, САД, 5. марта 1970. године и пореклом је Италијан; његови прадеда и деда доселили су се у Њујорк из околине Напуља и свирали виолину и мандолину по ресторанима. Џонова мајка, Гејл је школована певачица, а његов отац, Џон Фрушанте сениор, школовао се за пијанисту пре него што је напустио музику и посветио се правима. Пар се развео кад је Џон имао 6 година, и он се са Гејл сели у Лос Анђелес. Џон је завршио гимназију по посебном програму две године раније него што је то уобичајено, а потом је две године похађао престижну музичку вишу школу, Musicans Institute Of Technology.

### Са Ред Хот Чили Пеперс, 1988—1992.
Од најранијих година, Џон је свирао гитару, а први инструмент купио му је отац. У почетку је био помало несигуран и сумњао је у своје способности; а онда је, према сопственим речима, открио панк. Са десет година, могао је да одсвира цео хит-албум Секс пистолса, "Nevermind The Bollocks". Касније је његов омиљени бенд постао Ред хот чили пеперс, које је први пут видео 1985. године на свирци у LA Variety Center. Хилел Словак, оригинални гитариста бенда, одмах је постао Џонов узор. Млади музичар је, како је касније навео, трошио сав свој новац на концерте Ред хот чили пеперса. Године 1988, непосредно после Словакове смрти, Џон и Мајкл Балзари-Фли свирали су у Флијевој гаражи. После краћег договора, привремени гитариста, Дуен „Блекбрд“ Мекнајт био је отпуштен, а Џон је постао нови члан бенда. На првом албуму са Пеперсима, Mother's Milk, поприлично је копирао Словака, а промена стила на BloodSugarSexMagik, била је веома битна за сам бенд. Пеперси су врло брзо постали планетарна фанк-рок атракција.
У почетку, Џон је чинио све да се уклопи и постане сличан својим ексцентричним колегама, који су веома често наступали готово наги, имали разне испаде и сл. Но, његова младост, недовољна емоционална зрелост и неискуство су се показали као зачуђујуће лоша комбинација са светском славом. После невероватног успеха BloodSugarSexMagik, он постаје раздражљив, депресиван и повремено пре концерата има нападе панике. Коначно, после концерта на турнеји у Јапану, 7. маја 1992. године, Џон је напустио бенд, рекавши свом менаџеру да каже јавности како је полудео. Вратио се у Лос Анђелес, повукао из јавности и месецима само лежао у кревету.

### Суноврат, 1993—1997.
Полако, али сигурно, Џон постаје зависан од хероина и кокаина, напушта свирање и почиње да слика. Негде 1993. године, покушавши да издвоји чист кокаин из мешавине, случајно пали прво своје руке, а потом и своју кућу. Тада су изгореле све његове старе гитаре и демо снимци бенда „Три амебе“ — његовог пројекта са Флијем, јединим чланом Пеперса који га је и даље посећивао, и Стивеном Перкинсом, бившим бубњарем Џејнс едикшн. Исте те године, Џони Деп и Гиби Хејнс посетили су Џона и снимили краткометражни филм "Stuff", који је био тужно сведочење о младом таленту који је полако пропадао и умирао. Дана 31. октобра исте године, Џонов блиски пријатељ, глумац Ривер Финикс преминуо је од последица конзумирања дроге.
Године 1994, под притиском својих пријатеља, Џон објављује свој први соло албум, Niandra LaDes And Usually Just A T-Shirt. Албум се састојао из два дела и снимљен је на четвороканалном рикордеру. Албум је објавила издавачка кућа Рика Рубина, продуцента последњих шест албума Ред хот чили пеперса и под његовим притиском Џон је дао неколико интервјуа. Најпознатији је био онај за холандску ТВ станицу Vpro, који данас кружи интернетом под називом "Vpro Interview 1994" или "Vpro 1994". Јавност, која се сећала младића грађеног као модел и анђеоског лика (како наводи британски магазин Kerrang!), била је шокирана кад је видела мршавог, неокупаног и неошишаног наркомана, избуљених очију и храпавог гласа. У фебруару 1996. године је био клинички мртав, а да није било неопходне трансфузије крви, то би био и крај, пошто је његово тело садржало само 1/12 потребне крви. После краће паузе, Џон се враћа дрогама, ускоро бива избачен из куће због неплаћања дугова, а како га дилери дроге не би убили, позајмио је новац од пријатеља да би платио дугове. У новембру те године, новинар LA Times, затиче Џона у хотелу и описује га као прљавог, тела препуног опекотина и живих рана, одеће умрљане крвљу, са зубима који испадају, готово без косе и наводи да сви само чекају дан кад ће музичар умрети. Овај чланак је шокирао јавност чак и више него репортаже од пре неколико година.
Године 1997, Џон објављује свој други албум, Smile From The Streets You Hold, који је касније, под осећајем гриже савести повукао са тржишта, јер је признао како је снимио овај материјал само да би дошао до новца за дрогу. На албуму су се углавном нашли снимци који нису објављени на Ниандри, укључујући и песме са Ривером Финиксом. Остале песме су снимљене директно — Џон је користио обични касетофон. Албум је прошао катастрофално, а и дан данас многи тврде да је скоро неслушљив. Те исте године, Џон се придружио старом пријатељу Бобу Форесту на краткој турнеји по САД.

### Повратак у живот, 1998—2001.
Схвативши да би га било какво друго решење водило само у сигурну смрт, почетком 1998. године Џон сам одлази у центар за рехабилитацију. Како сам наводи, излечио се од дроге „играјући уз Блек Сабат и вртећи се у круг“. Пошто му је кожа на рукама била потпуно уништена, обављене су неопходне операције и од тога долазе ожиљци који никад нису ишчезли. С друге стране, Џону је извађено парче кости из кука, како би се замениле његове иструлеле десни, у које су потом уграђени вештачки зуби. Временом, Џон је добио на тежини и вратио се у форму, а његова проређена коса поново је постала густа.
Нешто касније, Џона је посетио Ентони Кидис. Двојица музичара убрзо су заборавила све конфликте из прошлости и после неколико „загревања“ у старој, доброј Флијевој гаражи, Џон је 28. априла 1998. поново постао члан Пеперса, неколико недеља пошто је његова „замена“, Дејв Наваро званично напустио бенд. Иако годинама није стварно свирао, иако су му руке биле веома слабе, а тело исцрпљено, Џон је прионуо на посао и 1999. године Пеперси су издали свој седми студијски албум, Californication. Након тога је уследила светска турнеја, током које је Џон проводио сваки слободни тренутак вежбајући ашанта јогу и компонујући песме за свој трећи соло албум. Током 1999. године, Џон је избегавао да покаже своје ожиљке, али 2000. поново је свукао мајицу на концерту, а стање његових руку се могло видети и у споту за песму "Californication". Како је сам навео, не стиди се својих ожиљака, јер представљају сећање на део његовог живота.
Године 2001, Џон објављује свој трећи соло албум, To Record Only Water For Ten Days. На овом албуму користио је синтисајзер и гитару, а све је снимљено осмоканалним рикордером, без гостујућих музичара. To Record Only Water For Ten Days слави радост за новопронађени живот, али такође описује и демоне из Џонове блиске прошлости. После овог албума, уследила је мини-турнеја; Џон је одржао 16 акустичних концерата у Европи, Канади и САД, за које је владало поприлично интересовање. После овога, вратио се у студио са Пеперсима, а претходно је своје демо снимке ставио на Интернет, у виду бесплатног албума за своје обожаваоце. У исто време, после краће везе са глумицом Милом Јововић, Џон се верио са Стелом Шнабел, кћерком сликара Јулијана Шнабела, али пар се разишао две године касније.

### Афирмација и популаризација — 2002. до 2007.
Године 2002, Пеперси објављују свој осми албум, By The Way. Џонов утицај на звук групе је веома, веома уочљив. Он експериментише са својим стилом, а захваљујући додатним часовима певања, његови пратећи вокали су готово савршени. После још једне светске турнеје, 2003. године уследио је и албум са највећим хитовима, као и одличан живи DVD. Потом је бенд направио паузу, што је Џону дало прилику да, са десет година млађим сарадником, Џошом Клингофером, започне снимање свог четвртог албума.
Shadows Collide With People појавио се у фебруару 2004. године, и по многим критичарима спада у албуме који су обележили поменуту годину. Ово је, истовремено, и једини комплетно аранжиран Џонов албум, пошто су сви остали, мање или више, снимани коришћењем застарелих техника.
Током 2004. године, Џон је, користећи Пеперсима преко потребну паузу (одржали су само 14 концерата у Европи, два у Јапану и пар спорадичних у САД), решио да објави још шест студијских албума. Такође је одржао и дванаест експерименталних концерата са својим пријатељима у Лос Анђелесу и околини, а најзапаженија су била последња два са Михаелом Ротером, гитаристом легендарне немачке рок групе [Neu!]. Негде у марту, Џон је ошишао сву своју косу и поклонио је организацији која прави перике за децу која се излажу хемотерапији, Locks Of Love. Исто је урадио и у новембру 2006. године.
Албуми снимљени 2004. објављени су исте године, са изузетком последњег који је због грешке при штампању омота објављен крајем јануара 2005. Сваки од ових шест албума карактерише Џонов широки распон гласа који варира од фалсета до бас-баритона, одличне гитаре, а повремено и синтисајзери, клавир и други инструменти; Искрени, поетични текстови, продиру дубоко из душе овог младог музичара. Један од албума, Џон је објавио заједно са Џошом Клингофером и Џоом Лелијем, као бенд Ataxia. Овај бенд је настао спонтано, током једног од поменутих експерименталних концерата. Дана 23. априла 2005, на All Tommorow's Parties фестивалу у Великој Британији Џон је одржао незаборавни акустични концерт где су и он и његови обожаваоци плакали. Видевши да није једини који плаче, обратио им се речима: „Вода из ваших очију долази из ваших срца“.
У међувремену, 29.05.2007. изашао је други албум бенда Ataxia.

### Нови хоризонти, 2008—данас
После двогодишњег рада на Stadium Arcadium и веома напорне светске турнеје, која је трајала од маја 2006 до августа 2007, Ред хот чили пеперс су узели једногодишњу паузу, која је касније продужена на још годину дана. Почетком 2009. године, Фрушанте је објавио свој десети студијски албум, The Empyrean. Истовремено, наставио је рад са другим музичарима. Гостовао је на још два албума The Mars Volta - The Bedlam In Goliath и Octahedron. Но, његови остали скорашњи пројекти су веома далеко од рок музике. Наиме, он је, захваљујући свом пријатељу РЗА свирао на неколико реп албума, те учествовао у пројекту N.A.S.A. Такође се и удружио са Венишн Снерс, на есид-брејкор колаборацији Спид Дајлер Момс. Овај неочекивани дуо требало је да наступа на Бангфејс викендеру 2009. године, али је због проблема са опремом, наступ отказан у последњем тренутку.
У другој половини 2008. године, Фрушанте је по други пут је напустио Ред хот чили пеперс, али широј јавности ово није било познато све до 16. децембра 2009; када је, пошто је вест процурела у јавност, он сам то потврдио на свом блогу. Ред хот чили пеперс и ред хот чили пеперси издају саопштенје да је нови гитариста бенда перспективни и веома талентовани Џош Клингхофер који је Џонов веома близак другар и сарадник. Последњи, за сад, студијски снимак Џона са бендом, су вокали и гитара на песми Џорџа Клинтона, Let The Good Times Roll, где су се појавили сви чланови бенда сем Ентонија Кидиса. Сам Џон је објаснио да сматра да уметност не треба стварати силом, да би она требало да буде забавна и да би било против његове природе да и даље буде члан рок бенда. Већина обожавалаца Ред хот чили пеперс доживела је ово као шок, иако су изјаве других чланова бенда током 2008. године биле двосмислене.
После низа сарадњи са другим музичарима - укључујући бенд Свахили Блонд, поменути Спид Дајлер Момс и два пројекта са Омаром Родригезом-Лопезом; Фрушанте је у мају 2012. године коначно најавио два соло пројекта.
У децембру 2019. године поново постаје члан Пеперса на одушевљење фанова.

## Дискографија

### Соло албуми
1. Niandra LaDes And Usually Just A T-Shirt (1994)
2. Smile From The Streets You Hold (1997)
3. To Record Only Water For Ten Days (2001)
4. From The Sounds Inside (2001) (објављен само на Интернету)
5. Shadows Collide With People (2004)
6. The Will To Death (2004)
7. Inside Of Emptiness (2004)
8. A Sphere In The Heart Of Silence (2004) (са Џошом Клингофером)
9. Curtains (2005)
10. The Empyrean (2009)
11. PBX Funicular Intaglio Zone (2012)
12. Enclosure (2014)

### Соло синглови
1. Estrus EP (1997)
2. Going Inside EP (2001)
3. DC EP (2004)
4. Letur-Lefr (2012)

### Као члан Ред хот чили пеперс
1. Mother's Milk (1989)
2. BloodSugarSexMagik (1991)
3. Californication (1999)
4. By The Way (2002)
5. Greatest Hits (2003)
6. Live In Hyde Park (2004) (живи албум), 2 ЦД-а
7. Stadium Arcadium (2006), 2 ЦД-а

### Као члан Атаксија
1. Automatic Writing (2004)
2. AWII (2007)

### Као гост
1. Kristen Vigard, албум Кристен Вигард, песма Slave To My Emoticons (1990)
2. Give Peace A Chance, сингл The Peace Choir' (1991) (један од вокала)
3. Anytime at All, албум Banyan, песме Grease The System, La Sirena (1999)
4. Rev, албум Перија Ферела, песма Rev (1999)
5. You Come and Go Like a Pop Song, албум The Bicycle Thief, песма Cereal Song (1999)
6. Psychotic Friends Nuttwerx, албум Fishbone, песма Shakey Ground (2000)
7. Blowback, Трикијев албум, песме #1 Da Woman (главни вокал и гитара) и Girls (2001)
8. The ID, албум Мејси Греј, песма Sweet Baby (2001)
9. American IV: The Man Comes Around, албум Џонија Кеша, песме Personal Jesus We'll Meet Again (2002)
10. МУЗИКА ЗА ФИЛМ: 24 Hour Party People, песма New Dawn Fades са New Order и Билијем Корганом (2002)
11. Dragonfly, албум Зигија Марлија, песме In The Name Of God и Rainbow In The Sky (2003)
12. De-Loused in the Comatorium, албум The Mars Volta, песма Cicatriz ESP (гитара и синтисајзер) (2003)
13. Unearthed, албум Џонија Кеша, песма Heart Of Gold (2003)
14. Музика за филм: Underworld, песма Bring Me The Disco King [loner mix] Дејвида Бовија (2003)
15. Компилација: We Are a Happy Family: A Tribute To Ramones, скривена песма Today Your Love, Tomorrow The World (главни вокал и гитара) (2003)
16. МУЗИКА ЗА ФИЛМ: The Brown Bunny, песме Forever Away, Dying Song, Leave All The Days Behind, Prostitution Song и Falling (2003)
17. A Manual Dexterity: Soundtrack Volume One, албум Омара Родригеза-Лопеза, песме Dyna Sark Arches (мини мог), Here The Tame Go By (мини мог), Dramatic Theme и The Palpitations Form A Limit (2004)
18. Компилација: Tempo Technik Teamwork, песма Grisaisse 1 Екехарда Елерса (2004)
19. Frances the Mute, албум The Mars Volta, песма L'Via, L'Viaquez (само прва два солоа) (2005)
20. МУЗИКА ЗА ФИЛМ: Stealth, песма Nights In The White Satin, Глена Хјуза, (пратећи вокал и гитара) (2005)
21. Компилација: The Special 12 Singles Series изд. куће Gold Standard Labs, месец новембар 2005, са Омаром Родригезом-Лопезом (2005)
22. Amputechture, албум The Mars Volta (на свим песмама сем Asilos Magdalena) (2006)
23. Modern Folk And Blues: Wednesday, албум Боба Фореста, гитара и пратећи вокали на Dying Song (иначе Бобовој обради Џонове песме) (2006)
24. Music For The Divine, албум Глена Хјуза, песма This Is How I Feel (2006)
25. Se Dice Bisonte, No Bufalo, албум Омара Родригеза-Лопеза, песма If Gravity Lulls, I Can Hear the World Pant (2007)
26. Ultra Payloaded, албум Satellite Party, песма Hard Life Easy (2007)
27. 8 Diagrams, албум Wu-Tang Clan, песма Gently Weeps (2007)
28. Hourglass, албум Дејвида Гехена, песма Saw Something (2007)
29. Calibration (Is Pushing Luck and Key Too Far), албум Омара Родригеза-Лопеза, песма Glosa Picaresca Wou Mên (вокал и текст песме) (2008)
30. The Bedlam In Golliath, албум The Mars Volta (на свим песмама, кроз леви канал) (2008)
31. 8 Chambers, албум Ву-Тенг клана, песма Gently Weeps (2008)
32. Digi Snacks, албум RZA, песма Up Again (гитара и копродукција) (2008)
33. Exquisite Corpse, ЕП Warpaint, миксање целог албума и мелотрон на песми Billie Holiday (2009)
34. The Spirit of Apollo, албум N.A.S.A, песма Way Down(2009)
35. Octahedron, албум The Mars Volta (на свим песмама) (2009)

- Уколико није назначено другачије, на свим поменутим песмама Џон је гостовао као гитариста.
- Мини мог и а100 су застарели синтисајзери.